# S-25 (U-Boot)
USS S-25 (SS-130) war ein U-Boot der United States Navy.
Das Holland-Klasse-Boot wurde im Zweiten Weltkrieg von der Royal Navy unter der Kennung HMS P.551 übernommen und anschließend an die Polnische Marine übergeben. Die Polnische Marine stellte das U-Boot unter dem Namen ORP Jastrząb in Dienst.

## Einsatzgeschichte

### USS S-25 (1923–1941)
Das Boot wurde am 26. Oktober 1918 von Fore River Shipyard, einer Tochter von Bethlehem Steel, auf Kiel gelegt und am 9. Juli 1923 unter dem Kommando von Lieutenant Commander George H. Fort in Dienst gestellt.
Als Basis diente 1923 New London (Connecticut). S-25 nahm zwischen Januar und April 1924 an Winterübungen in der Karibik und der Panamakanalzone teil. Danach wurde sie an die Westküste der USA beordert, wo sie bis 1931 hauptsächlich vor der Küste Südkaliforniens operierte. Zwischen März und Mai 1927 und im Februar 1929 kehrte sie vor die Küste Panamas zurück. 1927, 1928 und 1930 fuhr S-25 nach Hawaii.
Am 15. April 1931 verließ das U-Boot seinen Stützpunkt San Diego, um am 25. April seine neue Basis in Pearl Harbor zu erreichen. S-25 operierte bis 1939 von Hawaii aus. Am 16. Juni 1939 verließ das U-Boot Hawaii und fuhr in den Atlantik. New London wurde am 25. August erreicht. Bis Februar 1940 folgten umfangreiche Reparaturen. Danach wurde das Boot zu Testzwecken eingesetzt. Im Dezember 1940 wurde S-25 nach Key West beordert, wo sie bis Mai 1941 als Ausbildungsboot genutzt wurde.

### HMS P.551 / ORP Jastrząb (1941–1942)
Nach einer erneuten Überholung in New London wurde das U-Boot am 4. November von der US-Navy außer Dienst gestellt und von der Royal Navy mit der Kennung HMS P.551 übernommen. Kurz danach übergab die britische Marine das U-Boot an die polnische, die es mit dem Namen ORP Jastrząb unter dem Kommando von kapitan marynarki Bolesław Romanowski in Dienst stellte.
Das U-Boot wurde am 2. Mai 1942 vor der nordnorwegischen Küste bei Position 71° 30′ N, 12° 32′ O von dem norwegischen Zerstörer KNM St Albans (I 15) und dem britischen Minensucher HMS Seagull mit einem deutschen U-Boot verwechselt und versehentlich versenkt. ORP Jastrząb eskortierte zu diesem Zeitpunkt den Nordmeergeleitzug PQ-15 nach Murmansk. Fünf polnische Seeleute fanden bei diesem Unfall den Tod.